# 2024年国際連合安全保障理事会非常任理事国選挙
2024年国際連合安全保障理事会非常任理事国選挙（2024ねんこくさいれんごうあんぜんほしょうりかいひじょうにんりじこくせんきょ）は、2024年6月6日に国際連合で行われた国際連合安全保障理事会非常任理事国の選挙である。

## 概要
ニューヨーク市の国連本部で開催された第78回国連総会の会期中に行われた。この選挙は、2025年1月1日から2年間の任期で、国連安全保障理事会の非常任理事国のうち2024年に任期を終える5議席をめぐるものである。 国連安保理の10の非常任理事国が、伝統的に投票と代表の目的で分割する様々な地域ブロック間で持ち回りで参加する安保理のローテーション規則に従い、5議席が割り当てられる。

## 選挙データ

### 投票日
- 2024年6月6日

### 改選数
- 5

### 選挙制度
国際連合総会における選挙で行われる。毎年半数を改選し、投票は加盟国の無記名投票による。選出には3分の2の賛成が必要。

### 選挙権・被選挙権
- 加盟国

| 地域グループ                     | 改選数 | 非常任 理事国 | 常任 理事国 | 加盟国 |
| -------------------------------- | ------ | ------------- | ----------- | ------ |
| アジア太平洋グループ             | 1      | 2             | 1           | 53     |
| アフリカグループ                 | 1      | 3             | 0           | 54     |
| 西ヨーロッパ・その他グループ     | 2      | 2             | 3           | 28+1   |
| ラテンアメリカ・カリブ海グループ | 1      | 2             | 0           | 33     |
| 東ヨーロッパグループ             | 0      | 1             | 1           | 23     |
| 無所属                           | 0      | 0             | 0           | 1      |
| 総計                             | 5      | 10            | 5           | 193    |

## 候補国

### アジア太平洋グループ
- パキスタン[3]

### アフリカグループ
- ソマリア[4]
- モーリシャス[5]

### 西ヨーロッパ・その他グループ
- デンマーク[6][7]
- ギリシャ[8]

### ラテンアメリカ・カリブ海グループ
- パナマ[9]

## 選挙結果
立候補した6か国のうち、デンマーク、ギリシャ、パキスタン、パナマ、ソマリアは、いずれも総会で必要な3分の2以上の賛成票を得て選出された。